# Biofysica

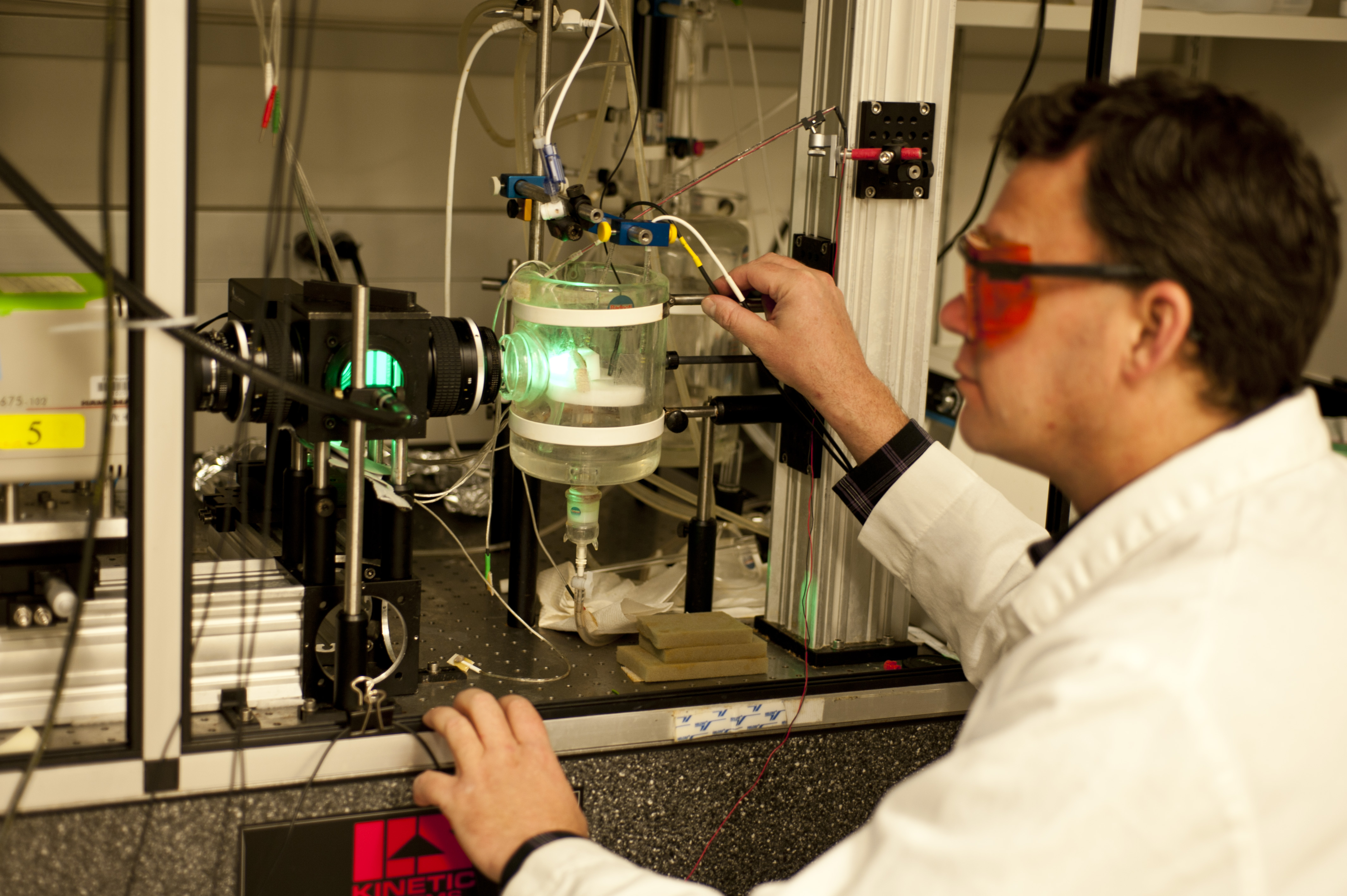
Biofysisch labo

Biofysica is een interdisciplinaire wetenschap, die theorieën en methoden uit de natuurkunde toepast op biologische systemen. De onderwerpen waar de biofysica zich mee bezighoudt bestrijken het complete spectrum van de biologie, van enkele moleculen tot complete organismen en ecosystemen. Biofysisch onderzoek heeft overlap met de biochemie, nanotechnologie, systeembiologie en biomedische technologie.
Het grootste deel van het biofysisch onderzoek richt zich op processen in de cel en de interactie tussen cellen. Biofysici zoeken daarbij naar een kwantitatieve beschrijving van de processen die zij bestuderen, gebaseerd op bekende natuurkundige principes. Deze benadering verschilt van die van de moleculaire biologie die dezelfde systemen, vanuit een biologische invalshoek, kwalitatief beschrijft.
De biofysische benadering van een complex systeem bestaat vaak uit een beschrijving in termen van deelsystemen en de interacties daartussen. Door deze reductionistische benadering kunnen biologische processen begrepen worden met bestaande natuurkundige theorieën en technieken, zoals statistische fysica en thermodynamica. Door het combineren van de kennis en ervaring van een groot scala aan wetenschappelijke disciplines, zijn biofysici in staat om metingen te doen aan de structuren en interacties van individuele moleculen, en deze zelfs te manipuleren.

## Vakgebieden
Vakgebieden waar biofysisch onderzoek wordt gepleegd zijn:
- Biomedische optica
- Biomembranen
- Biomechanica
- Kwantumbiologie
- Cellulaire- en moleculaire-fysica
- Elektrofysiologie
- Gehoor
- Hart
- Hemodynamiek (bloedcirculatie binnen hart en vaatstelsel)
- Locomotie (actieve beweging of voortbeweging van een organisme)
- Long en ademhaling
- Neurofysica
- Orgaanfysica
- Stralingsfysica
- Zien

## Lijst van biofysici
- Georg von Békésy, onderzoek aan het oor
- Raymond Damadian, pionier op het gebied van magnetic resonance imaging (MRI)
- Cees Dekker hoogleraar TU Delft, eigenlijk natuurkundige en astronoom
- Friedrich Dessauer, onderzoek aan straling
- Marileen Dogterom, biomoleculaire fysica met een specialisatie voor het cytoskelet
- Walter Friedrich
- Luigi Galvani, ontdekker van bio-elektriciteit
- Hermann von Helmholtz, mat als eerste de snelheid van zenuwimpulsen
- Alan Hodgkin en Andrew Huxley, modern begrip van zenuwimpulsen
- Bernard Katz, ontdekte hoe synapsen werken
- Ephraim Katzir (Ephraim Katchalski), oud-president van Israël
- Boris Rajewsky
- Mikhail Volkenshtein, Revaz Dogonadze en Zurab Urushadze, onderzoekers van het kwantummechanische model van de werking van enzymen
- Maurice Wilkins en Rosalind Franklin (Franklin is eigenlijk een fysisch chemicus), pioniers van de DNA-kristallografie
- Carl Woese

akoestiek · astrofysica · astronomie · atoomfysica · biofysica · deeltjesfysica · elektromagnetisme · fysische chemie · fysische transportverschijnselen · geofysica · kernfysica · kwantummechanica · mathematische fysica · mechanica · medische fysica · meteorologie · metrologie · molecuulfysica · optica (fysische en geometrische optica) · plasmafysica · relativiteitstheorie · statistische thermodynamica · stromingsleer · thermodynamica · vastestoffysica